# P3 Känner
P3 Känner var ett sommarprogram som gick i Sveriges Radio P3 under sommaren 2012. Det leddes av Ninos Chamoun, Rasmus Persson och Emerentia Leifsdotter Lund och producerades av Hanna Jedvik.